# Cors Fochno
Cors Fochno är en sumpmark i Storbritannien.   Den ligger i riksdelen Wales, i den södra delen av landet, 290 km väster om huvudstaden London.